# Sprintvärldsmästerskapen i kanotsport 1995
Sprintvärldsmästerskapen i kanotsport 1995 anordnades i Duisburg i Tyskland under perioden 15-20 augusti.

## Medaljsummering
| Pl.    | Nation     | Guld | Silver | Brons | Totalt |
| ------ | ---------- | ---- | ------ | ----- | ------ |
| 1      | Ungern     | 9    | 3      | 3     | 15     |
| 2      | Tyskland   | 3    | 5      | 5     | 13     |
| 3      | Polen      | 2    | 1      | 4     | 7      |
| 4      | Rumänien   | 1    | 4      | 1     | 6      |
| 5      | Kanada     | 2    | 2      | 1     | 5      |
| 6      | Sverige    | 0    | 1      | 4     | 5      |
| 7      | Bulgarien  | 2    | 0      | 2     | 4      |
| 8      | Ryssland   | 1    | 1      | 1     | 3      |
| 9      | Tjeckien   | 0    | 3      | 0     | 3      |
| 10     | Italien    | 2    | 0      | 0     | 2      |
| 11     | Norge      | 1    | 1      | 0     | 2      |
| 12     | USA        | 1    | 0      | 0     | 1      |
| 13     | Australien | 0    | 1      | 0     | 1      |
| 14     | Belarus    | 0    | 1      | 0     | 1      |
| 15     | Kina       | 0    | 1      | 0     | 1      |
| 16     | Frankrike  | 0    | 0      | 1     | 1      |
| 17     | Lettland   | 0    | 0      | 1     | 1      |
| 18     | Ukraina    | 0    | 0      | 1     | 1      |
| Totalt | Totalt     | 24   | 24     | 24    | 72     |

### Herrar

#### Kanadensare
| Gren       | Guld                                                              | Tid | Silver                                                                | Tid | Brons                                                                    | Tid |
| C-1 200 m  | Nikolai Buhalov (BUL)                                             |     | Thomas Zereske (GER)                                                  |     | Mychajlo Slyvynskyj (UKR)                                                |     |
| C-1 500 m  | Nikolai Buhalov (BUL)                                             |     | Martin Doktor (CZE)                                                   |     | Imre Pulai (HUN)                                                         |     |
| C-1 1000 m | Imre Pulai (HUN)                                                  |     | Martin Doktor (CZE)                                                   |     | Ivans Klementjevs (LAT)                                                  |     |
| C-2 200 m  | Ungern György Kolonics Csaba Horváth                              |     | Tyskland Mark Eschelbach Thomas Zereske                               |     | Bulgarien Martin Marinov Blagovest Stoyanov                              |     |
| C-2 500 m  | Ungern György Kolonics Csaba Horváth                              |     | Rumänien Victor Reneischi Nicolae Juravschi                           |     | Tyskland Andreas Dittmer Gunar Kirchbach                                 |     |
| C-2 1000 m | Ungern György Kolonics Csaba Horváth                              |     | Rumänien Antonel Borsan Marcel Glavin                                 |     | Tyskland Andreas Dittmer Gunar Kirchbach                                 |     |
| C-4 200 m  | Ungern Ervin Hoffman Attilia Szabó György Kolonics Csaba Horváth  |     | Tjeckien Petr Procházka Tomáš Křivánek Roman Dittrich Waldemar Fibgir |     | Frankrike Oliver Bolvin Sylvain Hoyer Eric le Leuch Benoît Bernard       |     |
| C-4 500 m  | Ungern Ervin Hoffman Attilia Szabó György Kolonics Csaba Horváth  |     | Rumänien Marcel Glavin Cosmin Pasca Antonel Borsan Florin Popescu     |     | Bulgarien Rumen Nikolov Atanas Angelov Stanimir Atanasov Dmitar Atanasov |     |
| C-4 1000 m | Rumänien Marcel Glavin Cosmin Pasca Antonel Borsan Florin Popescu |     | Ungern Gáspár Boldizsár Ferenc Novák Csaba Hüttner György Zala        |     | Tyskland Ulrich Papke Patrick Schulze Christian Gille Jens Lubrich       |     |

#### Kajak
| Gren       | Guld                                                                   | Tid | Silver                                                                 | Tid | Brons                                                                      | Tid |
| K-1 200 m  | Piotr Markiewicz (POL)                                                 |     | Siarhej Kalesnik (BLR)                                                 |     | Renn Crichlow (CAN)                                                        |     |
| K-1 500 m  | Piotr Markiewicz (POL)                                                 |     | Knut Holmann (NOR)                                                     |     | Geza Magyar (ROU)                                                          |     |
| K-1 1000 m | Knut Holmann (NOR)                                                     |     | Clint Robinson (AUS)                                                   |     | Liut Liwowski (GER)                                                        |     |
| K-2 200 m  | USA Stein Jorgensen John Mooney                                        |     | Rumänien Romică Șerban Daniel Stolan                                   |     | Ungern Zsolt Guylay Krisztián Bártafai                                     |     |
| K-2 500 m  | Italien Beniamino Bonomi Daniele Scarpa                                |     | Ungern Zsolt Guylay Krisztián Bártafai                                 |     | Polen Maciej Freimut Adam Wysocki                                          |     |
| K-2 1000 m | Italien Antonio Rossi Daniele Scarpa                                   |     | Tyskland Kay Bluhm Thomas Guitsche                                     |     | Polen Grzegorz Kotowicz Dariusz Białkowski                                 |     |
| K-4 200 m  | Ungern Krisztián Bártafai Gyula Kajner Antal Páger Gábor Pankotai      |     | Ryssland Anatolij Tisjtjenko Oleg Gorobij Sergej Verlin Viktor Denisov |     | Tyskland Thomas Reineck André Wohllebe Jan Günther Mark Zabel              |     |
| K-4 500 m  | Ryssland Viktor Denisov Anatolij Tisjtjenko Sergej Verlin Oleg Gorobij |     | Tyskland Detlef Hofmann Thomas Reineck Mario van Appen Mark Zabel      |     | Polen Grzegorz Kotowicz Marek Witkowski Grzegorz Kaleta Dariusz Białkowski |     |
| K-4 1000 m | Tyskland Detlef Hofmann Rene Pflugmacher Thomas Reineck Mark Zabel     |     | Ungern Zsolt Gyulay Attila Ábrahám Krisztián Bártafai Gábor Szabó      |     | Polen Grzegorz Kotowicz Marek Witkowski Grzegorz Kaleta Dariusz Białkowski |     |

### Damer

#### Kajak
| Gren      | Guld                                                                   | Tid | Silver                                                             | Tid | Brons                                                                | Tid |
| K-1 200 m | Rita Kőbán (HUN)                                                       |     | Caroline Brunet (CAN)                                              |     | Anna Olsson (SWE)                                                    |     |
| K-1 500 m | Rita Kőbán (HUN)                                                       |     | Caroline Brunet (CAN)                                              |     | Susanne Gunnarsson (SWE)                                             |     |
| K-2 200 m | Kanada Corinna Kennedy Marie-Josée Gilbeau                             |     | Sverige Suzanne Rosenquist Susanne Gunnarsson                      |     | Ryssland Larissa Kosorukova Tatjana Tistjenko                        |     |
| K-2 500 m | Tyskland Ramona Portwich Anett Schuck                                  |     | Polen Elżbieta Urbańczyk Barbara Hacjel                            |     | Sverige Suzanne Rosenquist Susanne Gunnarsson                        |     |
| K-4 200 m | Kanada Caroline Brunet Alison Herst Corrina Kennedy Marie-Josée Gibeau |     | Tyskland Manuela Mucke Ramona Portwich Birgit Schmidt Anett Schuck |     | Sverige Ingela Eriksson Maria Haglund Anna Olsson Suzanne Rosenquist |     |
| K-4 500 m | Tyskland Manuela Mucke Ramona Portwich Birgit Schmidt Anett Schuck     |     | Kina Xian Bangdi Bei Gaobei Ying Dong Qin Zhang                    |     | Ungern Kinga Czigány Éva Dónusz Rita Kőbán Szilvia Mednyánszky       |     |